# Donazac
Donazac – miejscowość i gmina we Francji, w regionie Oksytania, w departamencie Aude.
Według danych na rok 1990 gminę zamieszkiwało 89 osób, a gęstość zaludnienia wynosiła 18 osób/km² (wśród 1545 gmin Langwedocji-Roussillon Donazac plasuje się na 812. miejscu pod względem liczby ludności, natomiast pod względem powierzchni na miejscu 1015.).